# Abel Ávila

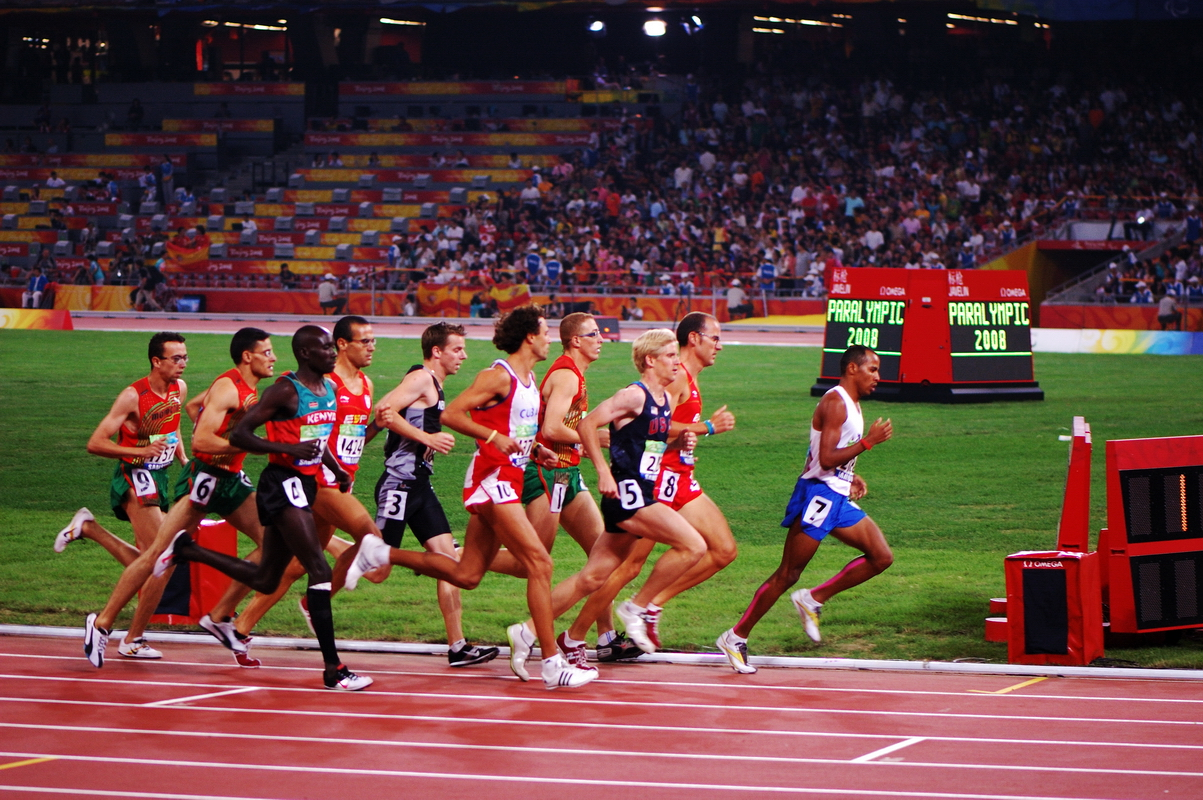
Abel Ávila (o número 2) disputando a final da prova dos 1500 metros da classe T13 nos Jogos Paralímpicos de Pequim, em 2008.

Abel Ávila é um atleta paralímpico espanhol. Foi medalhista de prata nos 800 metros dos Jogos Paralímpicos de Verão de 2000, realizados em Sydney. Também disputou os Jogos de Pequim 2008 e Londres 2012.